# 阿尔比希
阿尔比希是德国莱茵兰-普法尔茨州的一个市镇。总面积10.24平方公里，总人口1633人，其中男性807人，女性826人（2011年12月31日），人口密度159人/平方公里。